# Leptasterias littoralis
Leptasterias littoralis är en sjöstjärneart som först beskrevs av William Stimpson 1853.  Leptasterias littoralis ingår i släktet Leptasterias och familjen trollsjöstjärnor. Inga underarter finns listade i Catalogue of Life.